# Erlöserkirche (Mengersgereuth)

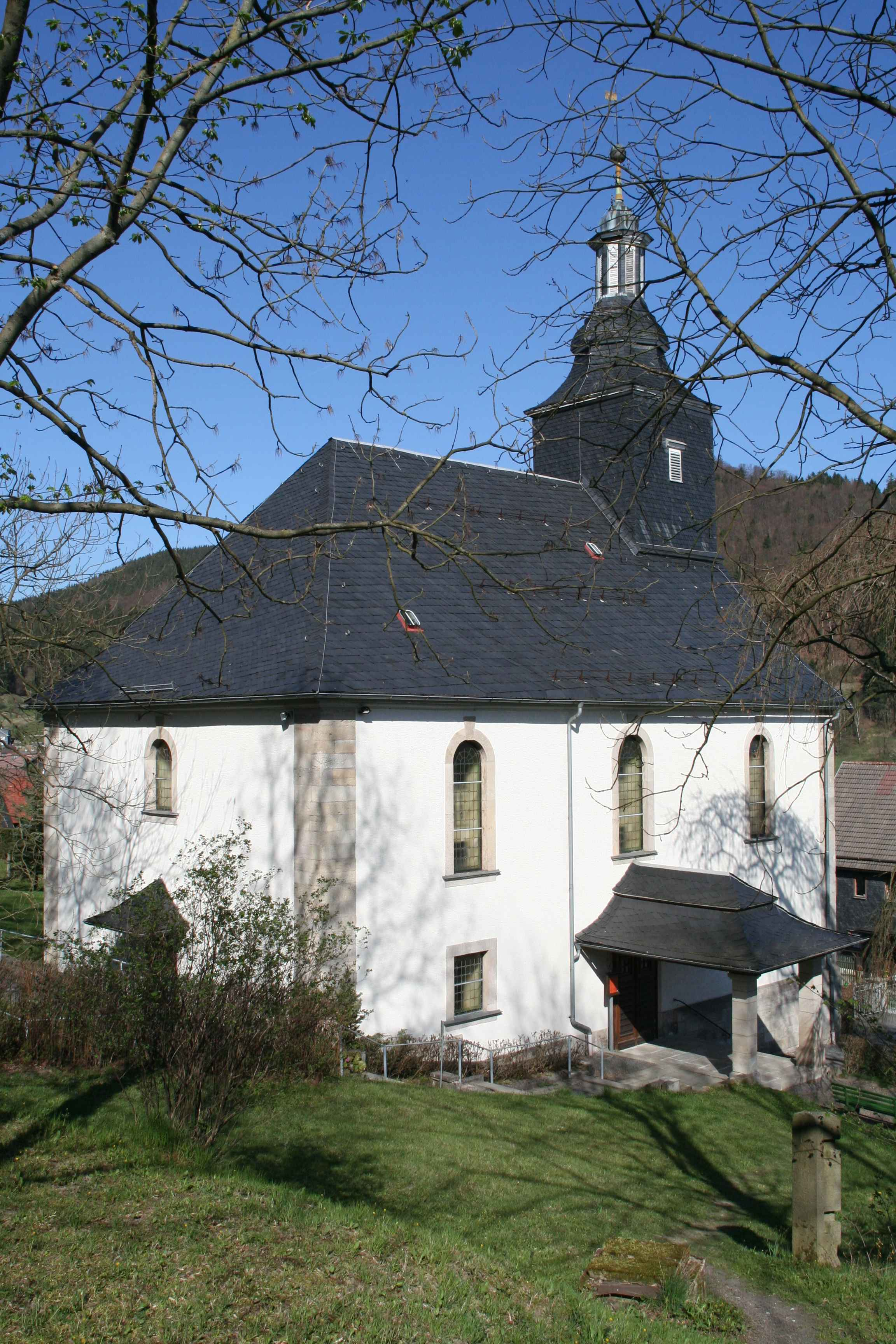
Erlöserkirche in Mengersgereuth

Die evangelisch-lutherische Erlöserkirche in Mengersgereuth, einem Ortsteil der Gemeinde Frankenblick im Landkreis Sonneberg in Thüringen, wurde am 11. November 1729 geweiht. Sie steht ortsbildprägend am Osthang des Strohberges.

## Geschichte
Im Jahr 1726 hatten sich die Ortschaften Mengersgereuth, Hämmern, Forschengereuth und Fichtach vom Kirchspiel Effelder getrennt und in der neuen Pfarrei Mengersgereuth vereint. In der Folge entstand in den Jahren 1726 und 1727 unter Leitung des Maurermeisters Johann Jacob Ehrhardt das heute denkmalgeschützte Kirchenhaus. Im Jahr 1840 erfolgte im Rahmen eines Umbaus die Renovierung der Kirche und der Einbau von Emporen. 1906/1907 kam es zu einer weiteren Umgestaltung. Dabei wurde unter anderem der Altarraum durch den Maurermeister Fritz Luthardt um eine Apsis erweitert und ein neues Kirchengestühl durch den Zimmermann Brückner eingebaut. Um 1960 ließ die Gemeinde die Eingänge überdachen und den Innenraum neu fassen.

## Gestaltung
Die Saalkirche steht auf einem hohen Sockelgeschoss aus Sandsteinquadern. Ihre verputzte Fassade ist durch Ecklisenen und Rundbogenfenster mit Sandsteineinfassungen gegliedert. Die Apsis besteht aus Sandsteinquadern. Das Kirchenschiff hat ein Halbwalmdach und an der Ostseite einen Dachturm mit Welscher Haube, Laterne und Wetterfahne. Der Innenraum mit dreiseitigen, zweigeschossigen Emporen wird von einer kassettierten Balkendecke überspannt, die bemalt ist und mit Himmelsfenstern aus Ätzglas verziert. Ein mit Glasfliesen verkleideter Triumphbogen trennt den Altarraum in der Apsis vom Langhaus. Die drei Apsisfenster haben Glasmalereien der Naumburger Anstalt für Glasmalerei und Kunstverglasung Wilhelm Franke, 1906/1907 entstanden. Die Kanzel mit ihrer profilierten Säule und einem polygonalen Kanzelkorb mit kassettierter Brüstung stammt aus dem Jahr 1727.
Die erste in Behrungen erworbene Orgel stellte der Orgelbauer Johann Greuling 1731 auf. Unter Verwendung dieses Instrumentes bauten 1838 der Römhilder Johann Heinrich Schmidt und Michael Schmidt aus Schmiedefeld eine neue Orgel, die 1868 durch den Schmiedefelder Ferdinand Möller und 1906/1907 durch Christian Müller aus Hildburghausen umgebaut wurde. 1996 erfolgte durch Orgelbau Eule aus Bautzen eine Restaurierung der Barockorgel nach den Plänen von Johann Heinrich Schmidt.
Drei Stahlglocken, 1870 vom Bochumer Verein für Bergbau und Gussstahlfabrikation gegossen, hängen im Kirchturm.